# Guînes
Guînes é uma comuna francesa na região administrativa de Altos da França, no departamento de Pas-de-Calais. Estende-se por uma área de 26,42 km². Em 2010 a comuna tinha 5 697 habitantes (densidade: 215,6 hab./km²).

## História
Historicamente, Guînes foi a capital de um pequeno condado de mesmo nome.
Depois que os romanos partiram, no século 5, pouco se sabe sobre a cidade. Na Idade das Trevas, de acordo com a lenda, o território de Guînes tornou-se propriedade de um Aigneric, prefeito do Palácio do rei burgúndio Théodebert II.
Em 928, quando os dinamarqueses invadiram e tomaram o local, era provavelmente uma aldeia indefesa. Um monte cercado e uma vala dupla logo teriam sido criados pelos dinamarqueses. Esta é a origem do castelo de Guînes. Arnulfo I, conde de Flandres, percebendo que um contra-ataque custaria caro, arranjou o casamento de sua filha Elstrude, com Sigfrido, o líder dinamarquês, concedendo-lhe o título de conde de Guînes, mas como vassalo dele, o conde de Flandres. Sob os sucessores de Sigfrid, o condado de Guînes adquiriu considerável importância.
No início do século 11, o conde Manassès fundou um convento da ordem de Saint-Benoit. Este foi colocado sob a jurisdição da abadia vizinha de Saint Léonard. Naquela época, Guînes compreendia três paróquias dentro de suas muralhas, cujas igrejas eram dedicadas a Saint Bertin, Saint Pierre e Saint Médard. Fora das muralhas da cidade estavam a abadia de Saint Léonard, a igreja de Saint-Blaise, na aldeia de Melleke, e a casa de leprosos de Saint Quentin, na aldeia de Spelleke (em Tournepuits).
No final do século 11, Balduíno II construiu um enorme castelo de pedra no topo da antiga torre de menagem de Sigfrid e cercou a cidade dentro de um muro de pedra, com torres defensivas em cada uma das entradas. Seu irmão Fulque participou da Primeira Cruzada.
Em 22 de janeiro de 1351, três anos após a captura de Calais por Eduardo III, o castelo de Guînes também foi entregue aos ingleses. Em 1360, o Tratado de Brétigny entregou a cidade e seu condado à Inglaterra e eles acabaram se tornando parte da Pale of Calais, a última possessão inglesa na França continental. O "Campo do Pano de Ouro", onde Henrique VIII de Inglaterra e Francisco I de França se encontraram em 1520, ficava em Balinghem, nas imediações.
Quando os franceses capturaram a cidade de Calais, em janeiro de 1558, Guînes resistiu, pelos esforços corajosos do comandante inglês, William Grey, 13º Barão Grey de Wilton. Depois de alguns dias de luta desesperada, no entanto, Grey foi ferido e seus soldados se recusaram a lutar. Os franceses deram honrosos termos de rendição e o domínio inglês da área chegou ao fim.

## População
Os habitantes são chamados de Guinois.
| Ano          | Pop.  | ±% a.a. |
| ------------ | ----- | ------- |
| 1968         | 4,984 | —       |
| 1975         | 5,034 | +0.14%  |
| 1982         | 5,174 | +0.39%  |
| 1990         | 5,105 | −0,17%  |
| 1999         | 5,221 | +0.25%  |
| 2007         | 5,302 | +0.19%  |
| 2012         | 5,754 | +1.65%  |
| 2017         | 5,626 | −0,45%  |
| Fonte: INSEE |       |         |